# Cheval de loisir
Vous lisez un « bon article » labellisé en 2015.

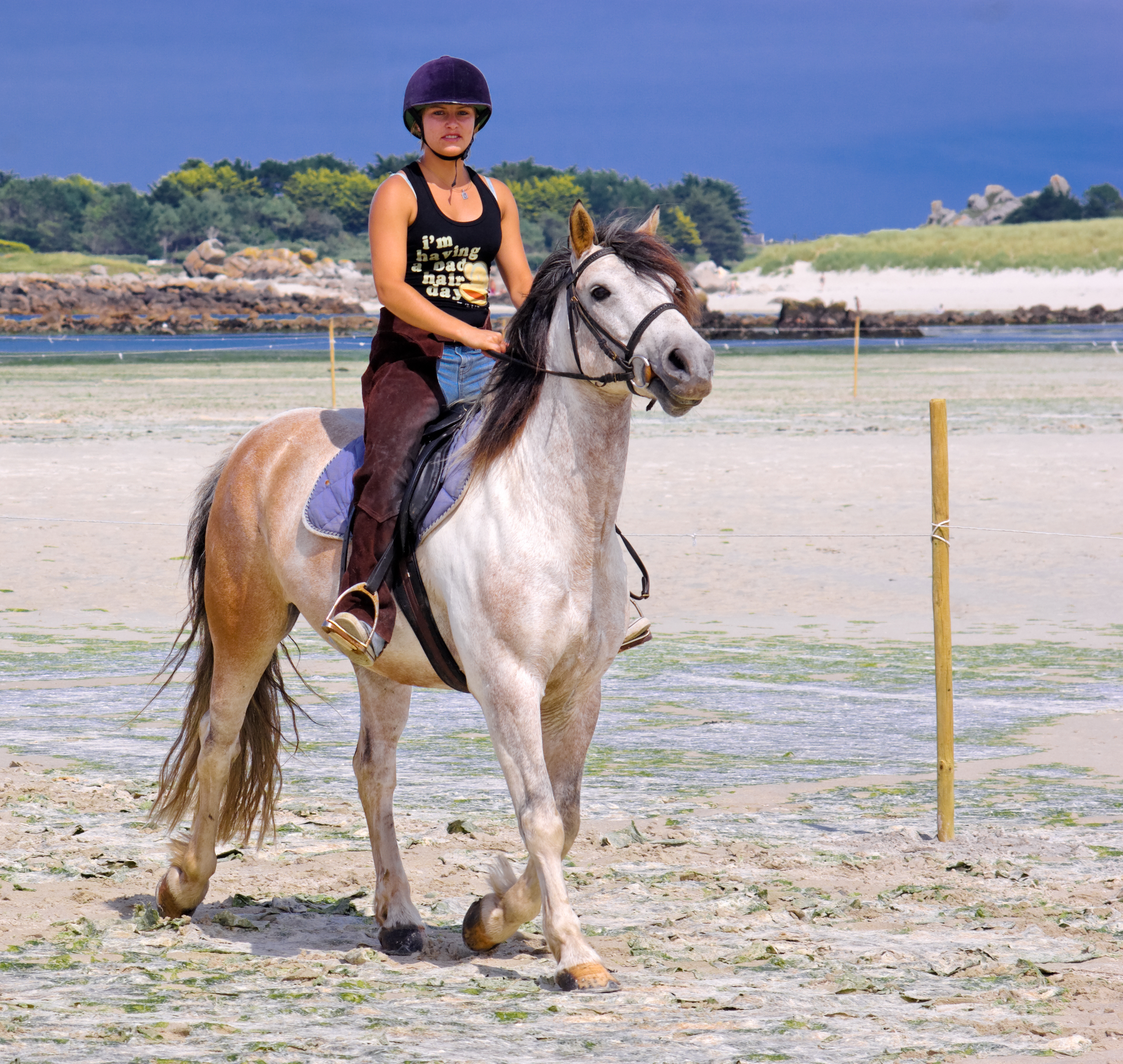
Cavalière de loisir en randonnée sur une plage du Finistère, Bretagne.

Un cheval de loisir est destiné à l'équitation de loisir, et notamment à la randonnée pour les particuliers. Difficile à définir, c'est avant tout un animal doté de qualités particulières, plutôt qu'une race précise. Il se doit d'être polyvalent et de caractère calme, avec un mental à la fois volontaire et courageux. Dès les années 1970, certains éleveurs comme ceux des Franches-Montagnes suisses font naître des animaux destinés à cet usage alors nouveau. Le marché des chevaux de loisir est désormais porteur. La France a créé des « qualifications loisir » en ce sens.
L'éducation d'un tel cheval passe souvent par une désensibilisation aux stimuli extérieurs et une manipulation précoce des poulains. Il est possible de rééduquer les chevaux réformés des courses hippiques pour les loisirs. Les chevaux de loisir sont désormais très présents dans le paysage équestre des pays occidentaux, notamment aux États-Unis, au Canada, en Belgique, en Suisse et en France, où ils représentent presque les deux tiers des chevaux recensés en 2015.

## Définition

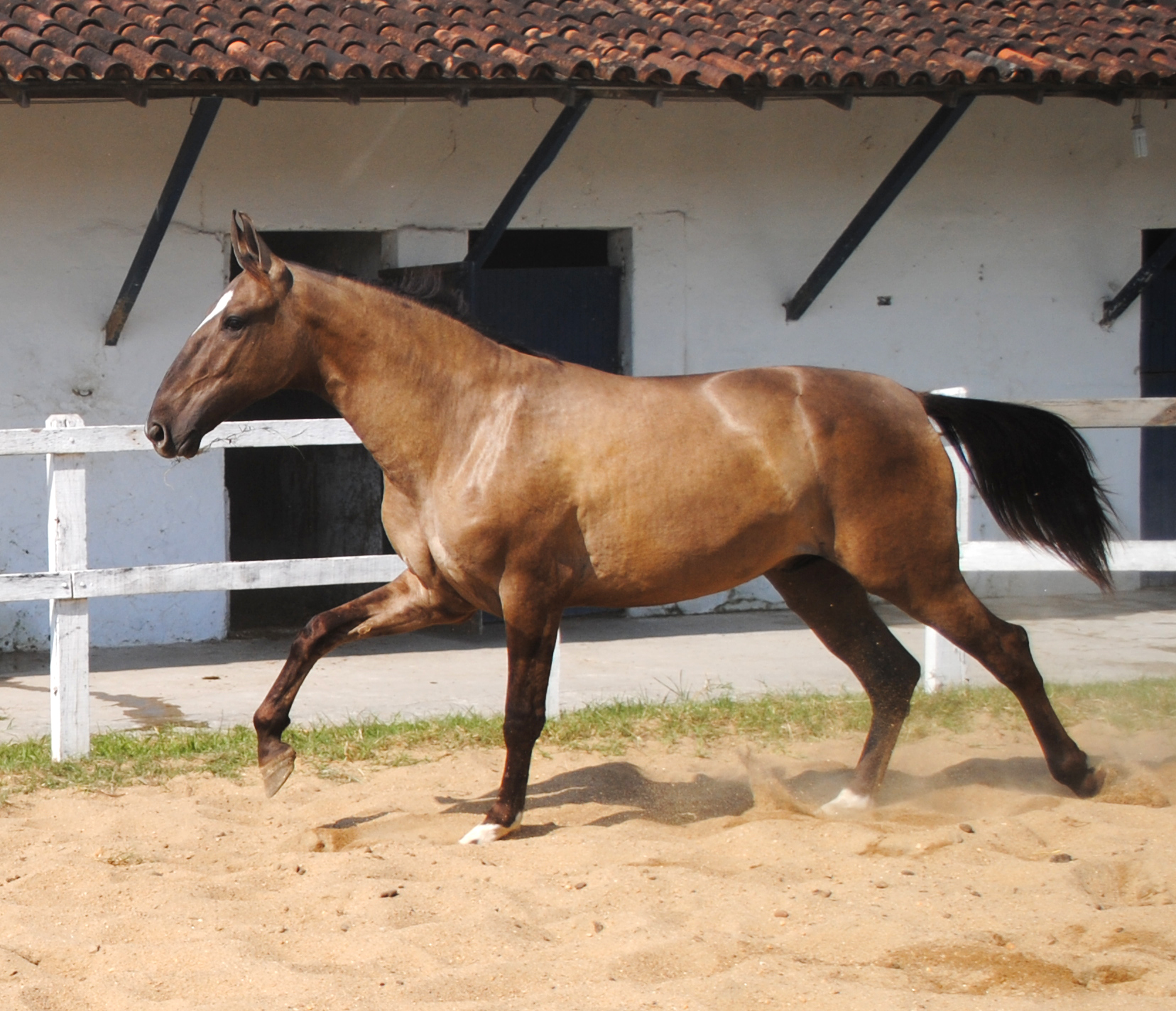
Un cheval Campolina, une race très employée pour les loisirs au Brésil.

La notion de cheval de loisir est difficile à définir. Selon différentes sources (entre autres Carlos Henriques Pereira), c'est un cheval défini par son adaptation à toute forme de loisir équestre, plutôt que par une race ou un type particuliers, tout comme peuvent l'être les chevaux de sport et de travail. À ce titre, les chevaux de loisir peuvent être très variés en termes de races et de morphologies.

### Qualités mentales et physiques
Les principaux critères d'un bon cheval de loisir sont un caractère souple et facile, la sociabilité, et l'aptitude à supporter les débutants en équitation. Les qualités de polyvalence et de caractère d'un cheval de loisir peuvent aussi être acquises par un travail et un apprentissage adaptés. En 2015, l'obtention d'un label pour l'équitation de loisir en France a permis de définir les qualités recherchées chez ces chevaux : un mental volontaire et courageux, un caractère peu émotif, des membres et des pieds d'excellente qualité, une taille plutôt modeste pour faciliter la montée et la descente de selle et une grande polyvalence, à l'inverse des chevaux de sport qui sont spécialisés dans une discipline équestre unique.

### Races concernées

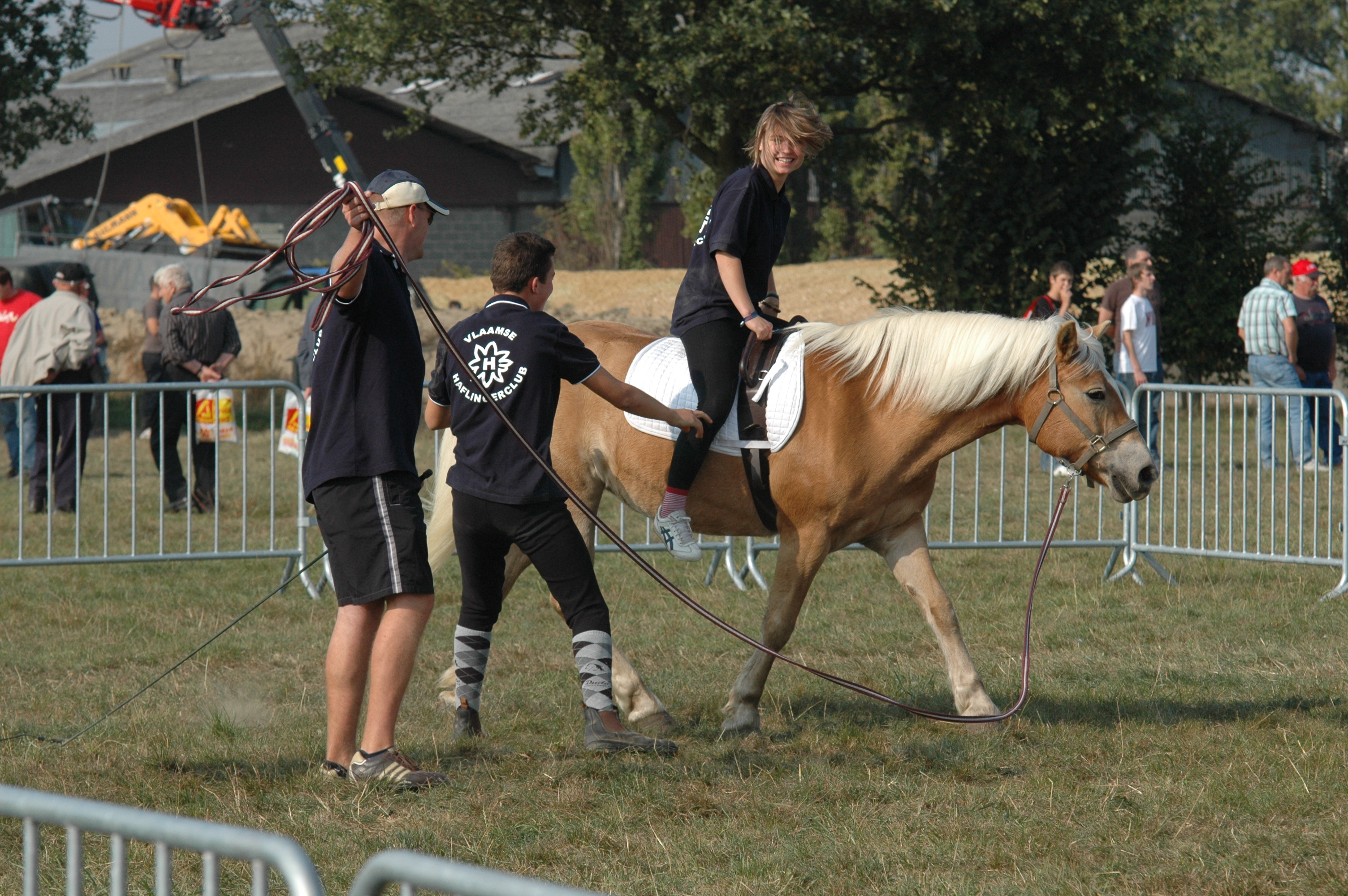
Le Haflinger forme généralement un excellent cheval de loisir.

Bien que l'on trouve un grand nombre de chevaux sans race (cheval sans papiers ou assimilés) parmi les montures de loisir, certaines races sont prédisposées à cette fonction, comme les Haflinger (originaires du Tyrol), les Fjord (originaires de Norvège), les Camargue et les Mérens (originaires de France), races réputées pour leur rusticité et leur taille modeste. Aux États-Unis, on retrouve les races de l'Appaloosa, du Quarter Horse, du Tennessee Walker et de l'Arabe. Pour les enfants, il s'agit plutôt du Shetland américain et du poney des Amériques. En France, les chevaux de course de race Trotteur français et Pur-sang peuvent être reconvertis en chevaux de loisir par des structures dédiées ou des cavaliers chevronnés. On retrouve le même phénomène aux États-Unis, où de nombreux pleasure horses sont des Pur-sang ou des trotteurs Standardbred réformés,.
Certaines races présentent des qualités spécifiques. Ainsi, l'Arabe et le Barbe sont réputés pour leur endurance, le Franches-Montagnes et le Henson pour leur tempérament.  Il arrive aussi que certains éleveurs de chevaux de trait (notamment français) sélectionnent leurs animaux pour le loisir en leur faisant passer les qualifications adéquates, c'est le cas entre autres chez le Breton.

## Histoire
Dans l'Antiquité et au Moyen Âge, le cheval peut être employé comme animal de loisir de fait, mais généralement à petite échelle et par une classe sociale aisée, sans être défini comme tel. La notion juridique de « cheval de loisir » est évoquée le 27 mars 1888. Un homme d'Aberdeen demande une définition exacte d'un pleasure horse (en anglais) au parlement britannique, puisqu'il est suggéré de taxer les propriétaires de ce type de chevaux. Il lui est répondu qu'un cheval détenu comme « objet de luxe », échappant au commerce pour être utilisé dans « ce que nous appelons les loisirs », répond à la définition d'un cheval de loisir. Toutefois, certains chevaux peuvent être utilisés pour plusieurs activités. Le même type de question, celle de la « bête légendaire et cléricale des Flandres: le cheval mixte », s'est posé en Belgique, en 1878, lorsque les paysans flamands, partisans du parti catholique, utilisaient leurs chevaux de labour pour se promener le dimanche et ainsi payer un impôt leur permettant de voter, dans un pays où le suffrage censitaire existait. En 1964, au sein du parlement canadien, ces mêmes questionnements visent à différencier le cheval de travail du cheval de loisir, en particulier lorsqu'un même cheval est employé aux deux activités.
La codification de la notion de cheval de loisir est beaucoup plus récente. Elle accompagne, notamment en France, l'expansion de l'équitation d'extérieur. Cette idée est évoquée dès 1988, puis concrétisée en 1993. Les « qualifications loisir » sont créées pour évaluer les qualités des chevaux destinés aux loisirs, et permettre aux acheteurs de mieux s'orienter au sein d'une offre abondante. L'accueil s'est révélé positif au fil du temps,. La création du registre du « cheval de selle » en 1994 vise à créer un « vivier » de chevaux de loisir, mais peu de personnes font appel aux qualifications loisir : en 2000, seuls un millier de chevaux environ les ont passées.
En Suisse, la race du Franches-Montagnes a été sélectionnée spécifiquement pour les loisirs équestres dès les années 1970 grâce à des tests comportementaux très sélectifs, la rendant recherchée (y compris en France) sur ce marché.
Le développement de l'équitation de loisir dans les pays occidentaux est lui aussi récent (début des années 1990) et les études font toujours défaut (2011), malgré la multiplication largement constatée des achats de « chevaux de loisir ». La notion d'« élevage de loisir » n'existait pas dans les publications académiques en 1997, alors que sur les deux seuls cantons de Ganges et de Saint-Martin-de-Londres, les chevaux représentent 72 % des 138 élevages d'animaux de loisir recensés cette même année. Cette croissance du marché du cheval de loisir s'est accompagnée d'une multiplication du nombre de cavaliers « amateurs » qui, en fonction des régions, détiennent entre 45 et 85 % des chevaux de loisir en France en 2011. Elle contribue aussi à transformer les territoires et les compétences recherchées, par exemple chez les vétérinaires équins, qui doivent s'adapter à cette nouvelle clientèle.

## Formation et soins du cheval
Différents éleveurs témoignent de la manière d'éduquer et de former un cheval de loisir. L'hérédité joue un rôle, les chevaux issus de parents « froids » ont de meilleures chances de prédispositions au niveau du caractère. De même, la vie au pré est conseillée pour avoir des chevaux plus équilibrés. Les éleveurs manipulent beaucoup les poulains dès leur plus jeune âge, en les faisant monter en van, en leur passant un licol et en leur prenant les pieds, afin d'obtenir des chevaux plus proches de l'homme. Certains éleveurs éduquent leurs chevaux de loisir à l'équitation éthologique à pieds. Les éleveurs sérieux pratiquent également une désensibilisation du cheval en extérieur. Les chevaux réformés des courses doivent souvent suivre un entraînement spécifique à la fonction de cheval de loisir, la majorité d'entre eux n'y étant pas adaptés.
En plus de son alimentation, un cheval de loisir doit faire l'objet de soins spécifiques visant à garantir son bien-être. Les vétérinaires équins identifient globalement trois types de cas dans le traitement de ces chevaux. Les cavaliers sport-loisir tendent à médicaliser leurs montures et à demander de nombreux conseils spécifiques aux professionnels. Les cavaliers randonneurs sont plus indépendants et ont tendance à s'occuper eux-mêmes de leurs chevaux, avec plus ou moins de succès. Les propriétaires de « chevaux de compagnie », qui ne les montent pas, sont souvent les plus ignorants des besoins de leurs animaux. Ils se rapprochent, d'un point de vue vétérinaire, de la « clientèle canine ».

## Aspects économiques

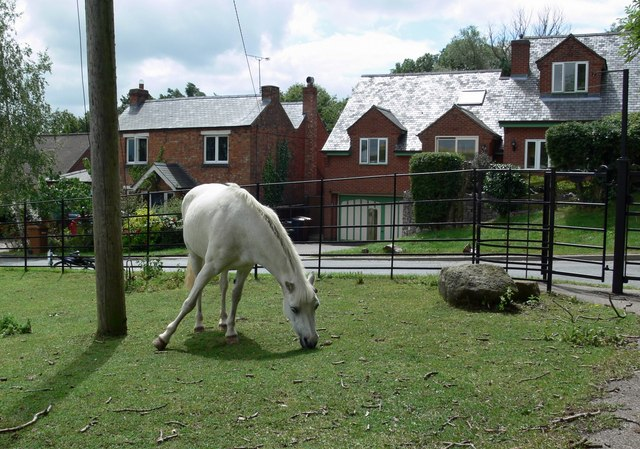
L’intérêt pour les chevaux de loisir contribue vraisemblablement au phénomène de périurbanisation.

D'après une étude de prospective réalisée par l'INRA en 2012, le marché du cheval de loisir est en pleine expansion et deviendra de plus en plus porteur (notamment en France) si un nombre suffisant de personnes ont les moyens financiers d'acquérir ce type d'animal. Cependant, la crise économique qui frappe la zone euro se traduit par une forte concurrence entre éleveurs de chevaux de loisir. En France, depuis le relèvement de la TVA, ces animaux sont vendus à des prix plus élevés que dans d'autres pays européens comme l'Irlande, l'Allemagne et la péninsule ibérique, malgré une baisse du prix de vente moyen, passé de 2 700 à 2 400 € en 2014. Un aspect essentiel des activités liées aux chevaux de loisir est d'être très consommatrices d'espace en zone rurale. Les chevaux eux-mêmes occupent un territoire pour leurs zones d'élevage, de pâturage et de travail, auquel il faut ajouter l'espace dévolu aux chemins de randonnée parcourus par les cavaliers.
Les propriétaires de chevaux de loisir ont généralement peu d'animaux (moins de cinq aux États-Unis) et ne pratiquent pas d'élevage raisonné. Une proportion importante d'entre eux fait pouliner une jument favorite pour des raisons sentimentales. Il existe deux types de cas pour l'entretien des chevaux de loisir, celui des propriétaires qui délèguent à des professionnels (du type centre équestre), et celui des propriétaires qui gardent leur cheval chez eux. Ils sont généralement dans une logique de minimisation des coûts de transaction : il est fréquent que les propriétaires d'un seul cheval de loisir placent celui-ci dans une structure professionnelle, mais qu'ils tentent de les héberger chez eux dès lors qu'ils en détiennent deux ou plus. Certains propriétaires ont pour objectif de maintenir une relation privilégiée avec un ou plusieurs de leurs chevaux, et donc de les garder chez eux, bien que cela leur demande davantage de compétences et de temps. Cette solution n'est envisageable que pour des propriétaires de chevaux résidant en zone rurale. La volonté de pratiquer des sports équestres hors compétition compte aussi dans le choix, car les structures sportives ne sont généralement accessibles que dans les établissements professionnels. Les propriétaires indépendants sont le plus souvent des personnes aux revenus modérés, possédant du foncier, détenant des compétences équestres et qui accordent peu d’importance au fait de pouvoir s’absenter librement. L'hypothèse selon laquelle l’intérêt pour le cheval de loisir contribue à développer un phénomène de périurbanisation est plausible.
Le coût de détention mensuel moyen d'un cheval de loisir en France en 2011 est estimé à plus de 300 € dans une structure professionnelle, contre moins de 150 € chez soi. Cependant, ce coût ne prend pas en compte toutes les dépenses : en y incluant la nourriture, les soins courants et la maréchalerie, le coût d'entretien d'un cheval de loisir dans une structure professionnelle est supérieur à 5 000 € par an.

## Usages

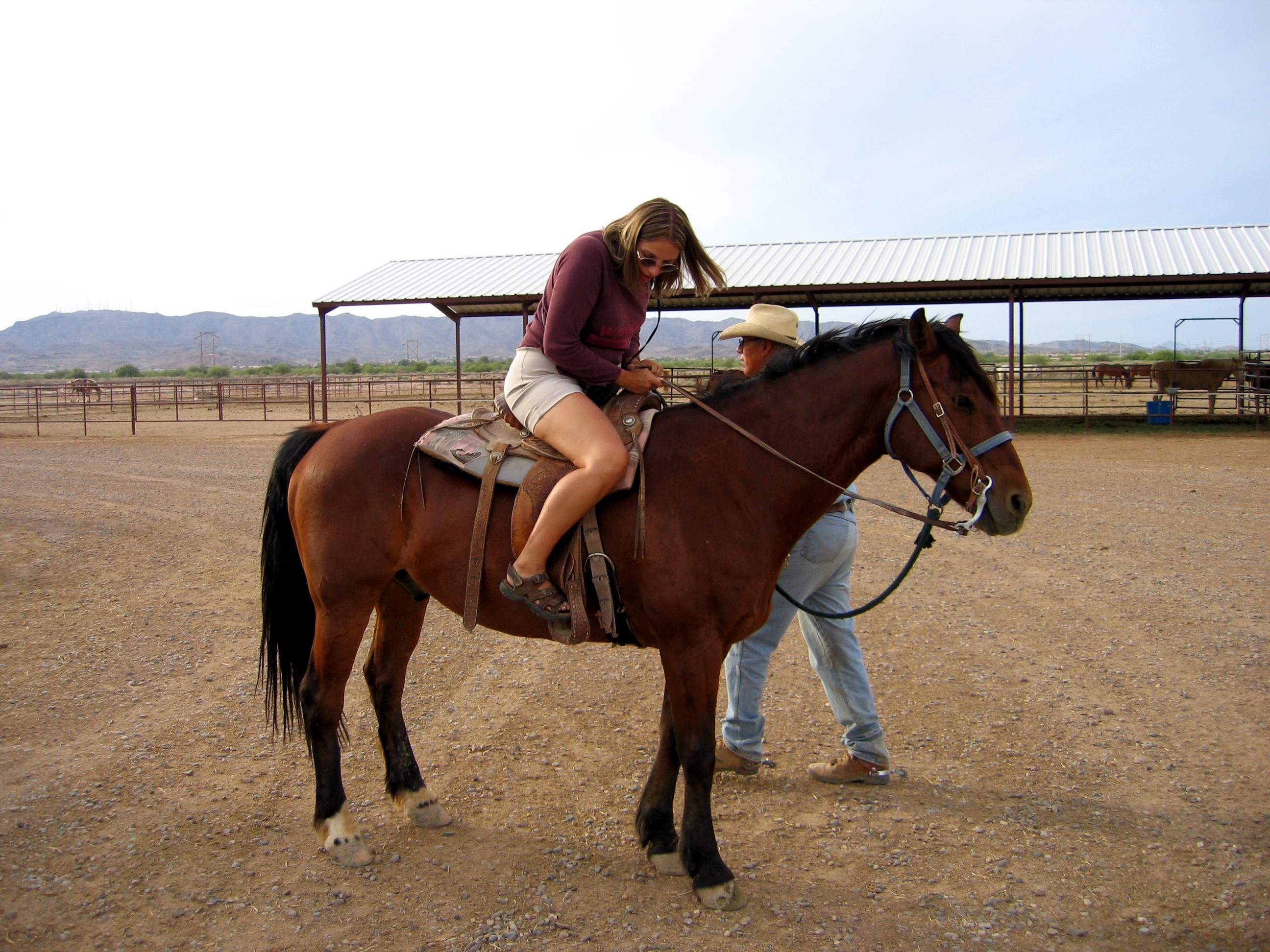
Jeune femme montant un cheval de loisir dans un ranch aux États-Unis.

Un cheval de loisir peut connaître une large palette d'utilisations au gré des désirs de son cavalier. Cela inclut la randonnée et la « balade » la plupart du temps (depuis la balade « zen » jusqu'à la randonnée sportive de plusieurs jours en terrain difficile), la grande majorité des cavaliers de loisir souhaitant avant tout un cheval d'équitation en groupe ou en solitaire, qui puisse être monté sur des terrains variés. Cependant, le cavalier de loisir peut aussi souhaiter essayer d'autres disciplines équestres comme le dressage, le polo ou encore l'équitation portugaise hors compétition. Il est fréquent que les cavaliers enseignent des figures de cirque ou de dressage simple aux chevaux de loisir.
Comme tout cheval, un animal de loisir peut théoriquement être abattu pour le marché de l'hippophagie par son propriétaire. En France, un nombre croissant de propriétaires de chevaux de loisir refuse désormais cette option, notamment en militant pour la reconnaissance du cheval comme animal de compagnie, et non plus comme animal de rente. En Suisse, le propriétaire d'un cheval bénéficie d'un choix définitif dans le statut juridique de son animal en fonction de son activité, le cheval de loisir étant de fait exclu de la filière alimentaire,. 66 % des jeunes (2 à 7 ans) chevaux de sport et de loisir qui sont abattus le sont à cause d'un comportement inadapté à l'activité recherchée.

## Effectifs
Une enquête réalisée en 2003 aux États-Unis révèle que 43 % des propriétaires de chevaux en détiennent pour le loisir. En mai 2015 en France, 64 % des chevaux déclarés sont des chevaux de loisir, et la moitié d'entre eux ne sont employés que pour de la balade ou de la randonnée. Les élevages spécialisés dans les chevaux de loisir sont cependant minoritaires, seuls 15 % d'entre eux font naître de tels animaux. Une grande part des chevaux de loisir déclarés (60 000) sont en fait des chevaux de course réformés et réadaptés à une fonction de cheval de loisir. On retrouve la même statistique aux États-Unis,.